# Trichonta triseta
Trichonta triseta är en tvåvingeart som beskrevs av Ostroverkhova 1979. Trichonta triseta ingår i släktet Trichonta och familjen svampmyggor. Inga underarter finns listade i Catalogue of Life.